# Trobar clus
El trovar clus (Pronunciación en occitano tɾuˈbaɾ klys, "cantar, componer de forma cerrada/difícil") es una de las formas que asumió la poesía en la literatura de la lengua de oc, desarrollada por los trovadores del siglo XII.
Consiste en una poesía áspera, dura, oscura, con predilección por la alegoría, que se contrapone al trobar ric y al trobar leu (cantar de forma leve), caracterizado por un estilo suave, límpido y claro heredado por los italianos del Dolce stil novo, en oposición a la escuela de Guittone d´Arezzo, que privilegiaba el trobar clus.
Dos de los principales representantes del primer movimiento del trobar clus fueron el trovador gascón Marcabrú (ca. 1110 - ca. 1150) y el poeta provenzal Arnaut Daniel (ca. 1150 - ca. 1210). Entre los imitadores de Marcabrú se encontraban Alegret y Marcoat, quienes se jactaban de escribir vers contradizentz (versos contradictorios), indicativos de la hermeticidad del trobar clus. La única trovadora de quien se sabe que haya compuesto trobar clus fue Lombarda, alrededor del 1216.
Tal como lo define Martin de Riquer en Los Trovadores. Historia literaria y textos, “El trobar leu (o leugier, o pla) significa literalmente «versificación sencilla», «poesía fácil, ligera, llana», con lo que queda suficientemente definido y precisado su estilo: llaneza de expresión, facilidad de comprensión por parte del auditorio, ausencia de recursos estilísticos complicados, de palabras de doble sentido o de uso poco corriente”.
Frente al trobar leu, tal y como prosigue de Riquer, “hallamos lo que para entendernos podemos llamar provisionalmente «poesía hermética», y que los antiguos trovadores denominaba con los términos de trobar clus (literalmente «versificar cerrado», o sea nuestro moderno «hermético»”.
El trobar clus propiamente dicho, aparece en los primeros tiempos de la poesía trovadoresca. Su complejidad estriba en el empleo de una dicción fundamentalmente enigmática y en el recargamiento excesivo de conceptos y palabras

## Enlaces de interés
- «Trobar Leu» y  «Trobar Clus»: Era·m platz  | Raimbaut d’Aurenga –  Giraut de Bornelh
- Trobar Clus: Alegret
- Trobar Clus: Marcabrú
- Trobar Clus: Peire d’Alvernha
- Trobar ric | Arnaut Daniel
- La presencia provenzal en la Divina Comedia (trobar leu, trobar clus) | Juan Arabia
- Inversión de los sentidos en los trovadores (Raimbaut d´Aurenga / Bernart de Ventardorn) • por Juan Arabia